# José Antonio Velásquez

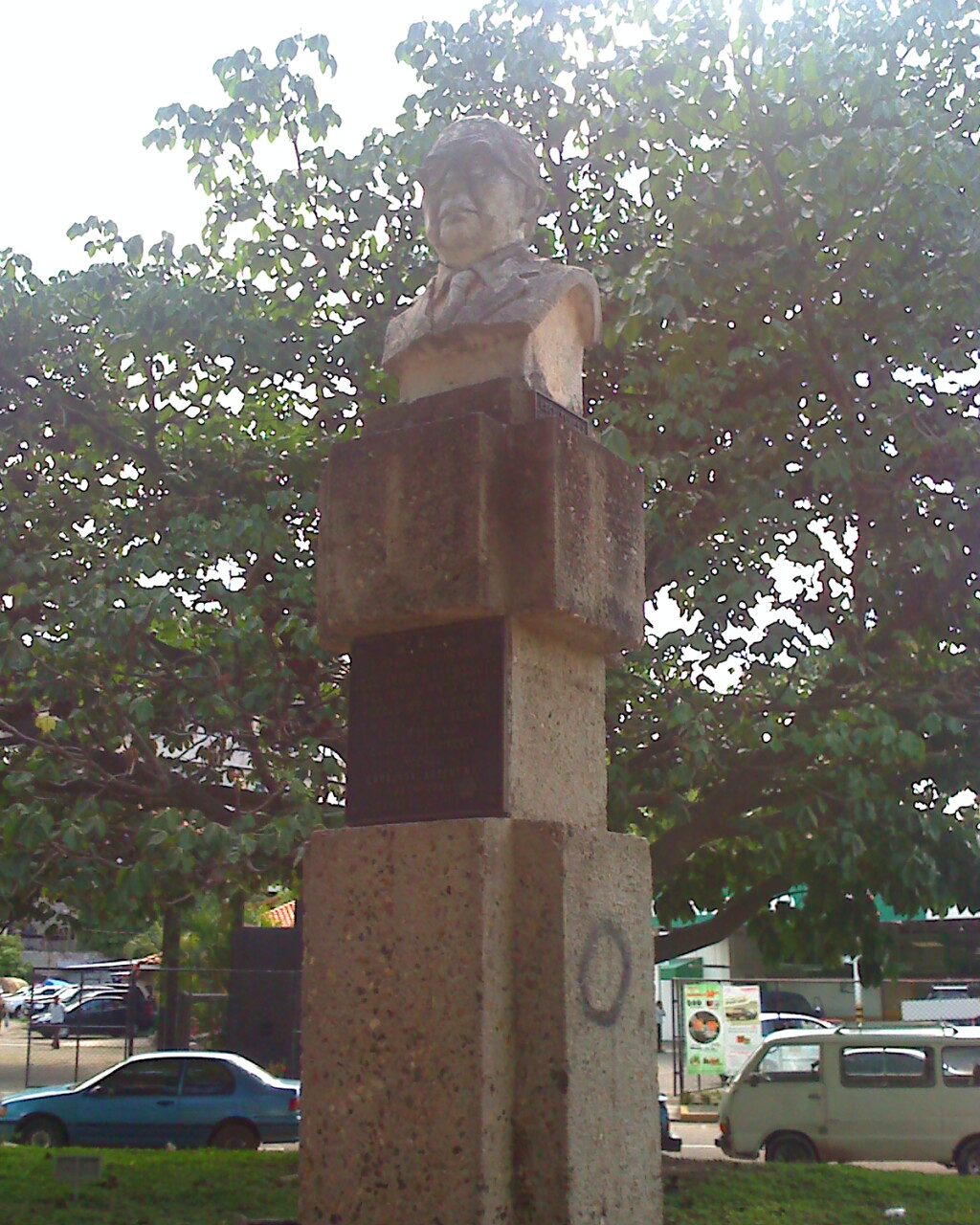
Estatua a J.A. Velásquez en el Redondel de los Artesanos, Frente al Centro Cultural de España en Tegucigalpa.

José Antonio Velásquez (1906-1983) era un pintor, escultor, fotógrafo, comerciante y político de Honduras.

## Biografía
Nació el 8 de febrero de 1906 en la localidad de Caridad, un pequeño pueblo del departamento de Valle, en la república de Honduras.
En 1931, José Antonio Velásquez contrajo matrimonio con Raquel Maradiaga, con quien procreó seis hijos: José Antonio, Julio César, Tulio Enrique, Aída Raquel, Reina Virginia y Elia Ruth.
Luego de la muerte de sus padres, Velásquez abandono Caridad y se trasladó a la costa norte de Honduras en busca de mejores condiciones de vida, que ese tiempo ofrecían las compañías bananeras. Posteriormente, Velásquez se hizo barbero, trabajo que desempeñó alternadamente con el telegrafista. Fue precisamente este oficio, el que llevó a Velásquez a trasladarse como empleado a San Antonio de Oriente en 1931, un pequeño lugar, localizado a unos 30 kilómetros de Tegucigalpa; capital de Honduras. Velásquez llegó a amar tanto a este pueblo, por lo que éste, se convirtió en la inspiración de la mayor parte de sus obras. Además de ello, Velásquez fue alcalde del pueblo en tres períodos. En su oportunidad, José Antonio Velásquez fue considerado el primer pintor primitivista de América.

### Obra
Como primitivista, "sus cuadros tienen, como es lógico, defectos de perspectiva, pero pintados con atención al detalle, con fidelidad al color y con simpática ingenuidad, la misma que poseen las pinturas que se colocan como fondo en los nacimientos de Navidad en Centroamérica, e incluso sus personajes, y ese perro con el rabo levantado, que es casi su marca de fábrica, tienen mucho de figura de nacimiento".

### Bienal Iberoamericana de Arte de 1951
En 1951, el Instituto de Cultura Hispánica en Madrid convoca la Primera Bienal Iberoamericana de Arte, y en aquella ocasión histórica para el arte Americano, participaron por invitación de la Embajada de España los pioneros de la internacionalización de la creatividad hondureña:
- Carlos Zúñiga Figueroa,
- Max Euceda,
- Ricardo Aguilar,
- Arturo López Rodezno

y el propio José Antonio Velásquez:
Esta bienal de artes fue recordado por décadas, sirviendo de aliciente a nuevas generaciones artísticas. 
Junto con Miguel Ángel Ruiz Matute participó igualmente en le II Bienal Iberoamericana de Arte y posteriormente con seis cuadros en la de Sao Paulo, luego fue invitado a Costa Rica por el presidente José Figueres en 1971.
Por invitación de la Unión Panamericana Velásquez expuso sus obras en 1954 en la ciudad de Washington.

### Documental "The world of a primitive painter movie review"
En 1973, la actriz estadounidense Shirley Temple, dio su voz en inglés a un reportaje del pintor hondureño José Antonio Velásquez, dicho reportaje "The world of a primitive painter movie review" se exhibió en la sede de la Organización de los Estados Americanos (OEA).
El doblaje del mismo reportaje en castellano fue realizado por la actriz argentina, María Elena Walsh.

## Exhibiciones
Después de la publicación del documental la fama de Velásquez se fue expandiendo, por lo que sus obras; también fueron expuestas en un buen número de países del orbe. Entre estos se encuentran: España, Portugal, Francia, Italia, Suiza, Checoslovaquia, Holanda, Australia, China, Japón, la Unión Soviética, Venezuela, México entre tantos otros.

## Muerte
José Antonio Velásquez falleció a los 77 años de edad, el 14 de febrero de 1983, dejando un cuadro incompleto.
En 1993, el Centro Cultural de España en Tegucigalpa dedicó la IV Antología de las Artes Plásticas y Visuales de Honduras a “José Antonio Velásquez”.